# Neurocolpus nicholi
Neurocolpus nicholi är en insektsart som beskrevs av Knight 1968. Neurocolpus nicholi ingår i släktet Neurocolpus och familjen ängsskinnbaggar. Inga underarter finns listade i Catalogue of Life.